# Södra Örasjötjärnen
Södra Örasjötjärnen är en sjö i Bräcke kommun i Jämtland och ingår i Ljungans huvudavrinningsområde. Sjöns area är 0,025 kvadratkilometer och den befinner sig 376 meter över havet.